# France AEROTECH
France AEROTECH is een federatie van technische universiteiten in Frankrijk, die is gespecialiseerd in ingenieur onderwijs en onderzoek in de luchtvaart en ruimtevaart, met ongeveer 12.000 studenten, 750 PhD-studenten, 10 campussen:
- Arts et Métiers ParisTech opgericht in 1780,
- École centrale de Lyon[5] opgericht in 1857,
- École centrale de Nantes[6] opgericht in 1919,
- École nationale de l'aviation civile opgericht in 1949,
- École nationale supérieure d'électronique, informatique, télécommunications, mathématiques et mécanique de Bordeaux opgericht in 1920.